# Салис, Феличе
Феличе Салис (итал. Felice Salis; 8 июля 1938, Кальяри — 2 декабря 2021, Кальяри) — итальянский хоккеист на траве, защитник. Участник летних Олимпийских игр 1960 года.

## Биография
Феличе Салис родился 8 июля 1938 года в итальянском городе Кальяри.
Играл в хоккей на траве за «Амсикору» из Кальяри, в составе которой четыре раза становился чемпионом Италии (1953, 1956, 1958, 1960).
В 1960 году вошёл в состав сборной Италии по хоккею на траве на летних Олимпийских играх в Риме, занявшей 13-е место. Играл на позиции защитника, провёл 5 матчей, мячей не забивал. Был одним из четырёх хоккеистов сборной Италии, которые участвовали во всех матчах олимпийского турнира, наряду с Антонио Варджу, Луиджи Фарци и Джампаоло Меддой.
После окончания игровой карьеры на протяжении многих лет работал тренером в «Амсикоре». Привёл юниорскую команду клуба к победе в чемпионате Италии.
Умер 2 декабря 2021 года в Кальяри.

## Семья
Вместе с женой Марисой вырастил двух дочерей.